# Bieder-Hof
Het Bieder-Hof, ook wel Eroica-Haus, is een museum in Oberdöbling, een district (bezirk) van Wenen in Oostenrijk. Het is gewijd aan Ludwig van Beethoven die hier in de zomer van 1803 zou hebben gewoond.
In 1803 was het huis omgeven door een landschap van velden, druivenstokken en tuinen. Tijdens zijn verblijf van mei tot november schreef Van Beethoven zijn derde symfonie, getiteld Eroica. Oorspronkelijk wijdde hij het aan Napoleon Bonaparte, maar draaide dit in december 1804 terug toen hij van diens keizerkroning hoorde. Hij wijdde zijn muziek vaker aan hoge adel, als dankbetuiging voor hun financiële ondersteuning.
De ruimtes op de begane grond waar Van Beethoven zou hebben gewoond, zijn behouden gebleven. Van hieruit is er zicht op twee stegen. Volgens onderzoeker Walther Brauneis zou de componist in 1803 niet in dit huis hebben gewoond. Hij gaat ervan uit dat hij toen in het Schulz'schen Landhaus gewoond moet hebben.
Het museum is alleen op aanvraag geopend. Er zijn stukken bijeengebracht die herinneren aan het werk en leven van de componist.

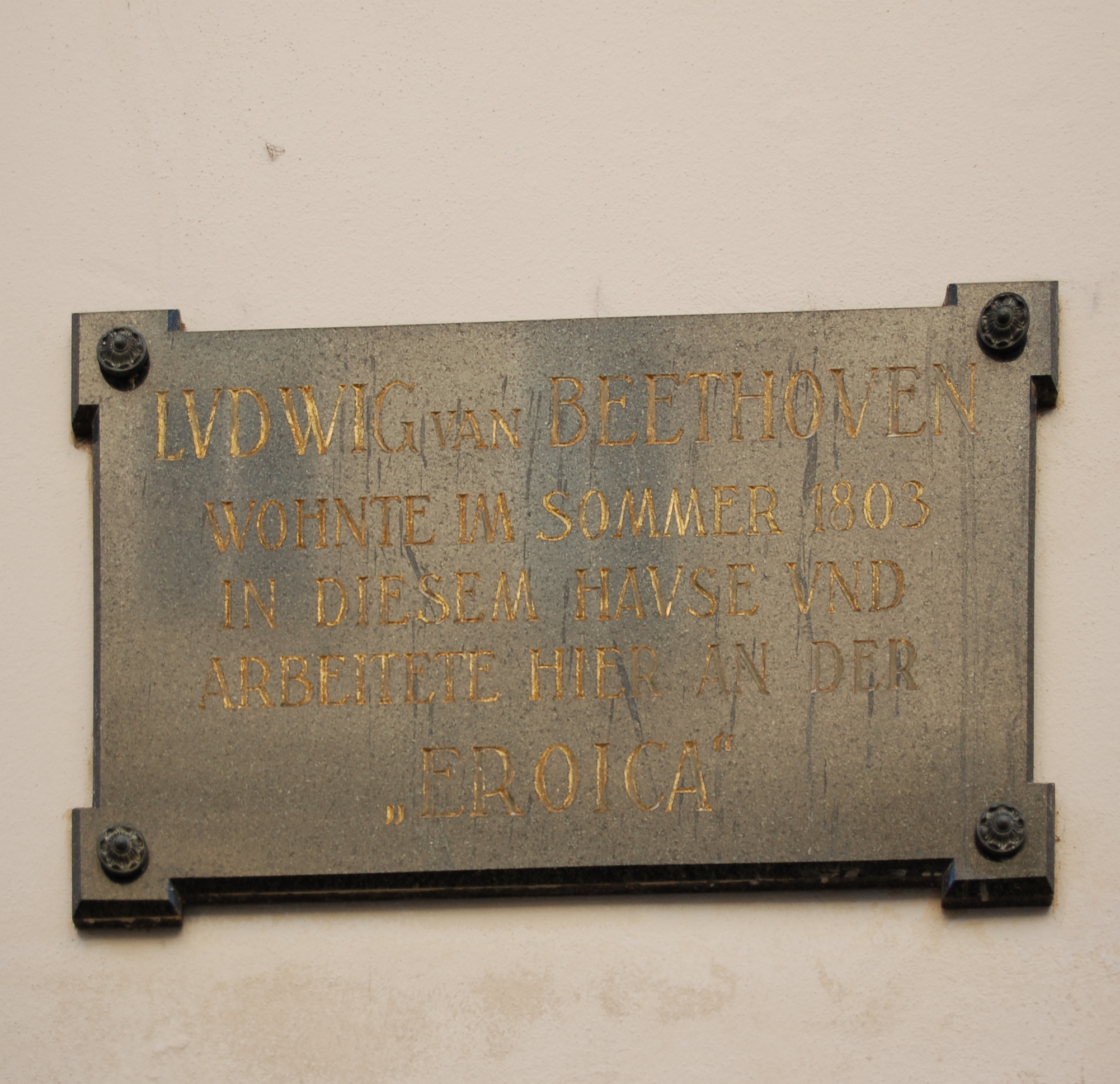
Gedenkplaat ter herinnering aan de bewoning door Ludwig van Beethoven